# James Hamilton, 3. Earl of Arran

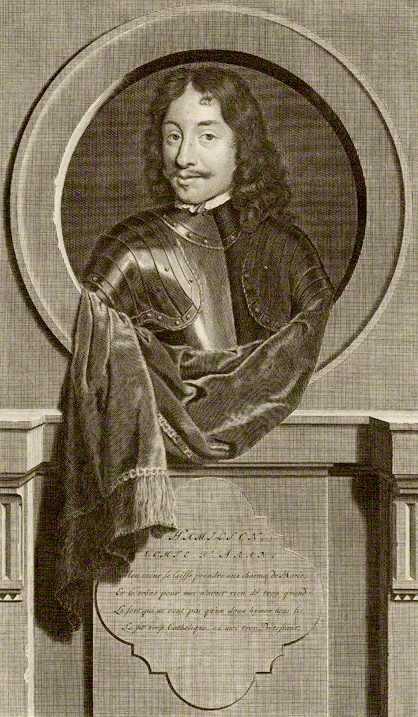
James Hamilton, 3. Earl of Arran

James Hamilton, 3. Earl of Arran (* 1537; † März 1609) war ein schottischer Adliger.

## Leben
Er war der älteste Sohn des James Hamilton, 2. Earl of Arran, aus dessen Ehe mit Lady Margaret Douglas, Tochter des James Douglas, 3. Earl of Morton. Seine Großmutter mütterlicherseits war eine uneheliche Tochter des schottischen Königs Jakob IV. Sein Vater führte 1543 bis 1554 die Regentschaft für die minderjährige schottische Königin Maria Stuart.
1550 ging er nach Frankreich und diente dort als Offizier der Garde Écossaise und zeichnete sich 1557 bei den Kämpfen um Saint-Quentin besonders aus. Er neigte dem reformierten Glauben zu und sympathisierte mit den Hugenotten. Der französische König Heinrich II. versuchte ihn 1559 verhaften zu lassen, wovor Hamilton über Genf nach England floh und schließlich im September 1559 nach Schottland zurückkehrte.
Sein Vater verhandelte zeitweise über seine mögliche Verheiratung der englischen Königin Elisabeth I., als auch über eine Verheiratung mit der schottischen Königin Maria Stuart, die aber beide 1561 erfolglos endeten.
Ab 1561 zeigte er Anzeigen einer Geisteskrankheit, weshalb er wurde 1562 für wahnsinnig erklärt und bis Mai 1566 auf Edinburgh Castle unter Hausarrest gestellt wurde. Später hatte er die Fähigkeit zu Sprechen verloren und lebte ab 1568 unter der Obhut seiner Mutter auf Craignethan Castle. Beim Tod seines Vaters erbte er 1575 dessen Adelstitel als Earl of Arran. Wegen seiner Geisteskrankheit übernahm sein jüngerer Bruder John, der spätere 1. Marquess of Hamilton, die Verwaltung seiner Ländereien.
1579 wurden seine Brüder und auch er wegen Hochverrats gegen den schottischen König Jakob VI. geächtet. Er und seine Mutter wurden nach Linlithgow Palace gebracht und seine Titel und Ländereien von der Krone eingezogen. 1581 wurde James Stewart of Bothwellmuir, Sohn des 2. Lord Stewart of Ochiltree, zu seinem Vormund bestimmt, der sich daraufhin selbst als Earl of Arran einsetzen ließ. 1585 konnten sich seine Brüder mit dem König versöhnen und die Ächtung wurde widerrufen. Nachdem James Stewart 1586 selbst wegen Hochverrats geächtet worden war, erhielten die Hamiltons auch ihre Ländereien zurück.
Er starb unverheiratet und kinderlos im März 1609, woraufhin ihn sein Neffe James Hamilton, 2. Marquess of Hamilton, der Sohn seines Bruders John, beerbte.